# مرقد محسن
مرقد محسن (بالفارسية: امامزاده محسن) هو مرقد شيعي تاريخي يعود إلى القرن العاشر الهجري، ويقع في وفرجين.